# 內幸町
內幸町（日语：／ Uchisaiwaichō */?）是日本東京都千代田區的地名，屬舊麴町地區，郵遞區號為100-0011。

## 地理
位於東京都千代田區東南端，北接日比谷公園，東北臨有樂町，東連中央區 銀座，南通港區新橋，西南鄰港區西新橋，西接霞關。區內有東京電力、帝國飯店、富國生命保險相互會社、瑞穗銀行等企業總部形成辦公商區。

## 歷史
江戶時代以前，該地是日比谷入江的一部分。之後填河造陸並在此地建造大名屋敷，北東南三方留有水路，成為江戶城外濠的內側。東有山下橋，南有幸橋，並分別建造山下御門、幸橋御門，在濠外進行嚴格的警備審查。這裡的武家地沒有町名，於是以橋上所記的山下門內、幸橋內作為地名。
內幸町是在明治5年命名，然而在昭和13年前後的包含範圍不同。現在的內幸町，帝國飯店等一丁目1番地屬舊內山下町一丁目，一丁目其他區域與二丁目全域為舊內幸町一丁目。此外，舊內山下町二丁目在日比谷公園內，舊內幸町二丁目是經濟產業省、日本郵政所在的霞關一丁目3番地。

### 舊內山下町一丁目
北側相當於帝國飯店周邊地區，寛永期間是陸奧仙台藩伊達家的中屋敷。明曆大火後，分為遠江横須賀藩本多家與出羽上山藩土岐家的上屋敷，天和2年（1682年）改為備後福山藩阿部家上屋敷，幕末成為陸奥白河藩阿部家上屋敷，後為備中松山藩板倉家上屋敷。明治初期一度交給清水德川家。
現在NTT與瑞穗銀行、東京電力所在的南部，西側為薩摩鹿兒島藩島津家中屋敷（通稱裝束屋敷），東北部為肥前佐賀藩鍋島家下屋敷，東南部為肥前小城藩鍋島家上屋敷，寛文年間島津家合併佐賀藩邸，形成圍繞小城藩邸的情況。
舊松山、薩摩藩邸在明治6年（1873年）移轉給博覧會事務局，明治8年（1875年）改為內務省管轄之博物館，與動物園、植物園等一同設立。明治14年（1881年）遷移至上野公園，設立東京國立博物館與上野動物園。
舊址的南部設外務省鹿鳴館，東北部為農商務省農產陳列所，西北部建內務大臣官舍。明治23年（1890年），鹿鳴館廢止，建物改為華族會館，南側前庭建造日本勸業銀行、台灣總督府東京出張所。同時，帝國飯店在農產陳列所舊址營業。帝國飯店在大正時期與內務大臣官舍地合併，形成現在的建地。
華族會館在昭和2年（1927年）賣給日本徴兵保險會社，建物毀壞後改建，戰後由屬大和生命保險繼承。台灣總督府之後改為東洋拓殖大樓，戰後與日本勸業銀行兼併成為現在的瑞穗銀行本社。
另外，東南角的舊鍋島邸曾改為帝國五二會館、南滿州鐵道東京支店等，關東大地震後為立憲政友會本部。戰後成為東京電力本社。

### 舊內幸町一丁目
現在的日比谷通將舊內幸町一丁目分為東西兩側，東側為內幸町一丁目，西側為二丁目。江戶時代日比谷通只到日比谷公園南端的內幸町交差點，舊內幸町在當時是一個完整的街區。
寛永年間，本地從東開始是陸奥盛岡藩南部家、肥前唐津藩寺澤家、陸奥會津藩加藤家、日向飫肥藩伊東家、肥後人吉藩相良家等大名的上屋敷。其中，東部的南部、寺澤、加藤三邸在正德3年（1713年）轉交給柳澤吉保，之後作為大和郡山藩上屋敷。此外，相良邸後為石見津和野藩龜井家上屋敷，柳澤邸、伊東邸、相良邸等延續到幕末。
明治元年（1868年），柳澤屋敷轉由東京府使用。明治27年（1894年）移轉至有樂町後，原址改為夏目漱石曾入院的長與胃腸醫院、仁壽生命保險本社、東京倶樂部等設施。
伊東邸轉讓給島津家出售後，改建為都新聞、醫院與法律事務所。
龜井邸在明治元年、為北方的陸奥中村藩相馬家所有，之後為家令志賀直道（志賀直哉祖父）住所。

### 地名由來
因此地位在山下御門（ごもん）、幸橋（さいわいばし）御門內側而得名。

## 學區
區立中小學學區如下。此外，千代田區的中學校採用學校選擇制度，學生可選擇區內所有學校就讀。
| 丁目         | 番地 | 小學校                 | 中學校                                        |
| ------------ | ---- | ---------------------- | --------------------------------------------- |
| 內幸町一丁目 | 全域 | 千代田區立千代田小學校 | 千代田區立麴町中學校 千代田區立神田一橋中學校 |
| 內幸町二丁目 | 全域 | 千代田區立千代田小學校 | 千代田區立麴町中學校 千代田區立神田一橋中學校 |

## 施設
- 國際復興開發銀行東京事務所
  - 國際開發協會東京事務所
- 美洲開發銀行亞洲事務所
- 國際金融公司東京事務所
- 國際貨幣基金組織亞洲太平洋地域事務所
- 多邊投資擔保機構本部
- 經濟合作暨發展組織東京中心
- 非洲開發銀行亞洲代表事務所
- 東京電力控股本社
- NTT Communications（日语：NTTコミュニケーションズ）－本社所在地（NTT日比谷大樓（日语：NTT日比谷ビル））
- JFE鋼鐵（JFEスチール）－本社所在地
- 馬自達－東京本社所在地
- EY新日本有限責任監査法人（日语：EY新日本有限責任監査法人）本部
- 東京電力本店
- 富國生命保險（日语：富国生命保険）本社
- 瑞穗銀行東京營業部 - 瑞穗銀行内幸町本部大樓（日语：みずほ銀行内幸町本部ビル）內。
- 日本報業中心大樓（日语：日本プレスセンタービル）
  - 朝日新聞東京本社（日语：朝日新聞東京本社）東京總局 - 本社所在地為中央區築地。
- 中日新聞東京本社（日语：中日新聞東京本社） - 東京新聞母公司。
- 双日本社
- 東芝機械（日语：東芝機械）本店 - 本社所在地為沼津市。
- WELLNET（日语：ウェルネット）本社
- 飯野海運（日语：飯野海運）本社
- MBK本社
- BroadBand Tower（日语：ブロードバンドタワー）本社
- 帝国飯店東京
- 第一飯店（日语：第一ホテル）別館 - 本館在港區新橋1丁目，本館與別館之間為區界。
- 日本記者俱樂部（日语：日本記者クラブ）

### 原址
- 東京府廳 - 1868年（慶應4年、明治元年）接收使用大和郡山藩上屋敷。1894年（明治27年）麴町區有樂町新廳舎完成後遷離。
- 鹿鳴館 - 舊薩摩藩裝束屋敷，1883年完成。後改為華族會館（日语：霞会館），徴兵生命保險（現大和生命保險（日语：プルデンシャル ジブラルタ ファイナンシャル生命保険））買下後在1940年毀壞。現為NBF日比谷大樓（舊大和生命大樓）。與相鄰的帝國飯店間設有紀念碑。
- NHK東京放送會館 - NHK總部在1938年自愛宕山遷移至此，1973年遷往澀谷區神南的NHK广播电视中心，此地則以公開招標的方式轉售予三菱地所後拆卸。現址為日比谷之城（日语：日比谷シティ），在日比谷通側出入口有NHK設置的「放送記念碑」小型石雕以茲紀念。
- 新生銀行本店 - 2011年遷至中央區日本橋室町。

## 交通

### 鐵路
- 都營地下鐵 內幸町站（○三田線）
- 東京地下鐵 霞關站（○丸之內線、○日比谷線、○千代田線）－設有出入口。（所在地：霞關）
- 東京地下鐵 新橋站（○銀座線）－設有出入口。（所在地：港區新橋）

### 巴士
- 東急巴士東98系統：經濟產業省前 / 內幸町（往等等力操車所）－往東京站丸之內南口設於日比谷公園 / 霞關。
- 都營巴士橋63系統：內幸町

### 道路
- 首都高速都心環狀線 - 未設出入口。

- 東京都道301號白山祝田田町線（祝田通）
- 日比谷通（東京都道409號日比谷芝浦線（日语：東京都道409号日比谷芝浦線））

## 外部連結
- 千代田區* （页面存档备份，存于）
- 東京都交通局內幸町站